# Голицинське газоконденсатне родовище
Голицинське газоконденсатне родовище — належить до Причорноморсько-Кримської нафтогазоносної області Південного нафтогазоносногу регіону України.

## Опис
Розташоване на шельфі Чорного моря (на глибині близько 30 м) в Південно-Каркінітській тектонічній зоні Каркінітсько-Північно-Кримського прогину. Відкрите в 1975 р.
Виявлено три майкопських продуктивних горизонти. Родовище приурочене до антикліналі (30×3,5 км), ускладненої 2 склепіннями і подовжнім порушенням. Виявлено 6 покладів, у тому числі 4 газові в теригенних відкладах середнього майкопу (олігоцен) і 2 газоконденсатні в карбонатних газових покладах нижнього палеоцену. Тип покладів пластовий склепінчастий, у палеоцені — масивно-пластовий і пластовий, тектонічно екранований. Колектори — пісковики, піски, алевроліти і вапняки порового і порово-тріщинного (палеоцен) типу.
Основні запаси сконцентровані в органогенно-детритових вапняках. Режим покладів газовий і пружноводонапірний. Глибина залягання основних покладів 2126 м, ГВК на відмітці — 2208 м, висота покладу 99 м. Початковий пластовий тиск 35 МПа, температура пласта 101 °С. Газ містить 91,3 % метану, 7,2 % важких вуглеводнів, 71 г/м³ конденсату. Газоконденсатний поклад майже вичерпано, при цьому видобуто 6562 млн м³ газу і 213 тис.т конденсату. Запаси майкопських горизонтів складають близько 2372 млн м³ газу. Видобуто близько 25 % запасів.
Запаси початкові видобувні категорій А+В+С1: газу — 11 896 млн. м³; конденсату — 330 тис.т.